# 野村達朗
野村 達朗（のむら たつろう、1932年12月18日 - 2020年12月14日）は、日本のアメリカ史学者、愛知県立大学名誉教授。

## 略歴
鹿児島県出身。1955年九州大学文学部西洋史学科卒、1960年同大学院文学研究科博士課程満期退学、1966年愛知県立大学文学部講師、助教授、教授を務める。1996年定年退官、名誉教授、愛知学院大学文学部教授となり、2003年定年。
アメリカ労働史研究の草分けで、アメリカ学会会長を務め、名古屋アメリカ研究会の設立者の一人だった。
2011年11月瑞宝中綬章受章。

## 著書
- 『フロンティアと摩天楼　新書アメリカ合衆国史 2』講談社現代新書 1989
- 『「民族」で読むアメリカ』講談社現代新書 1992
- 『ユダヤ移民のニューヨーク 移民の生活と労働の世界』「歴史のフロンティア」山川出版社 1995
- 『大陸国家アメリカの展開 世界史リブレット』山川出版社 1996
- 『アメリカ労働民衆の歴史 働く人びとの物語』ミネルヴァ書房 2013

### 共編著
- 『南北アメリカの500年 第3巻 19世紀民衆の世界』松下洋共編 青木書店 1993
- 編『アメリカ合衆国の歴史』ミネルヴァ書房 1998
- 『西洋近現代史研究入門』名古屋大学出版会 1999、増訂 2006
望田幸男・藤本和貴夫・川北稔・若尾祐司・阿河雄二郎共編

### 翻訳
- ジョン・リード『反乱するメキシコ』野田隆・草間秀三郎共訳 小川出版 1970／筑摩叢書 1982
- 『歴史家たち』近藤和彦共編訳 名古屋大学出版会 1990
E.P.トムスン, N.Z.デイヴィス, C.ギンズブルグ
- ジョン・E.ボドナー『鎮魂と祝祭のアメリカ 歴史の記憶と愛国主義』木村英憲・久田由佳子・藤本博・和田光弘共訳 青木書店 1997

## 論文
- <野村達朗